# Журавлёвка (Краснодарский край)
Журавлёвка — хутор в Калининском районе Краснодарского края.
Входит в состав Джумайловского сельского поселения.

## География
Хутор находится на берегу реки Понура, у южной границы станицы Калининская, административного центра района.

## Население
| 2002 | 2010 |
| ---- | ---- |
| 109  | ↗543 |

## Улицы
| - ул. Абрикосовая, - пер. Вишнёвый, - пер. Короткий, - ул. Набережная, - ул. Полевая, | - ул. Придорожная, - пер. Речной, - ул. Садовая, - ул. Табачная, - ул. Центральная. |